# Salige er de som tørster
Pour plus de détails, voir Fiche technique et Distribution.
Salige er de som tørster est un film norvégien de 1997 réalisé par Carl Jørgen Kiønig (no) d'après un roman d'Anne Holt.

## Fiche technique
- Titre original : Salige er de som tørster
- Titre international : Blessed Are Those Who Thirst
- Réalisation : Carl Jørgen Kiønig (no)
- Scénario : Axel Hellstenius (no), Anne Holt (nouvelle)
- Musique:
- Pays d'origine :  Norvège
- Langue d'origine : norvégien
- Lieux de tournage : Jar (en), Norvège
- Format : Couleurs
- Genre : Thriller
- Durée : 1h 53
- Date de sortie :
  -  Norvège : 24 octobre 1997
  -  Allemagne : 1998 (Fantasy Filmfest)
  -  Suède : 23 avril 2000
  -  Islande : 7 mars 2004 (Reykjavik Gay and Lesbian Film Festival)

## Distribution
- Kjersti Elvik (en) : Hanne Wilhelmsen
- Gjertrud L. Jynge (no) : Kristine Håverstad
- Lasse Kolsrud (no) : Håkon Sand
- Andrine Sæther : Cecilie
- Nils Ole Oftebro (no) : Finn Håverstad
- Anne Ryg (no) : Karen Borg
- Bjørn Sundquist (no) : Billy T
- Marie Theisen : Helen
- Anders T. Andersen : Iversen
- Naeem Azam : Ekspeditor
- Sverre Bentzen : Kriminalsjefen
- Glenn Bergh : Policeman
- Svein Erik Brodal (no) : Isaksen
- Tom Brudvik : Olafs kollega
- Tom Eddie Brudvik : Olafs kollega